# .45-90 Sharps
El .45-90 Sharps, conocido también como el .45-24⁄10 "Sharps, es un cartucho de pólvora negra introducido en 1877 por Sharps Rifle Manufacturing Company como cartucho de caza y el tiro al blanco a larga distancia. En la actualidad, se utiliza para competencias de rifles con cartuchos de pólvora negra . 
Si bien se usaron diferentes pesos de bala, una carga típica para el .45-90 era una carga de pólvora negra de 90 granos con una bala de 400 granos . Una carga así habría tenido una velocidad inicial de alrededor de 1300 pies/s (396,2 m/s) .

## .45-90 Express
El .45-90 Express es una adaptación moderna del .45-90 Sharps que utiliza el mismo casquillo de 2,4 pulgadas, pero cargado con pólvora sin humo cargada a presiones de hasta 45.000 psi. Con un cañón de 26 pulgadas, el .45-90 Express es capaz de alcanzar más de 4200 pies-libras (5694 J) energía de boca.
Muchos rifles modernos de un solo tiro calibre .45-70 a pueden ser modificados para disparar  el .45-90 Express. Estos rifles incluyen el Ruger No. 1, New England Firearms Buffalo Classic y el Pedersoli Kodiak Mark IV. Cuando se utiliza en armas de fuego de repetición modernas, como el Marlin 1895, Enfield o el Winchester 1886 convertido, la longitud total del cartucho del .45-90 Express debe mantenerse por debajo de 2,85 pulgadas para recorrer la acción de manera confiable.
El .45-90 Express es una buena opción para cazar depredadores grandes, como leones, osos pardos y osos polares, así como alces, búfalos del Cabo, bisontes y wapitíes. Aunque podría considerarse excesivo para la aplicación, el .45-90 Express es muy eficaz para la caza de ciervos.